# Перестюк, Николай Алексеевич
Николай Алексеевич Перестюк (1 января 1946 — 25 января 2024) — советский и украинский математик, доктор физико-математических наук (1986), профессор (1987), академик НАН Украины (2009), академик АН ВШ Украины с 1993 г., заслуженный деятель науки и техники Украины.

## Биография
Родился в с. Плоская Славутского района Хмельницкой обл. в крестьянской семье. В 1963 г. поступил на механико-математический факультет КГУ им. Т. Шевченко. После окончания обучения в университете в 1968 г. поступает в аспирантуру, а с 1969 г. начинает работать на механико-математическом факультете: на должности ассистента, потом доцента (1974), профессора (1986), заведующего кафедрой интегральных и дифференциальных уравнений (1988) и по совместительству — декана механико-математического факультета (1987—2003). В 1972 году защитил кандидатскую, а в 1986 г. — докторскую диссертацию (науч. руководитель академик А. М. Самойленко).

## Научная деятельность
Как учёный продолжает традиции всемирно известной Киевской школы нелинейной механики Крылова-Боголюбова-Митропольского. Научные интересы охватывают широкий круг сложных и актуальных задач теории дифференциальных уравнений и нелинейной механики, которые относятся к разработке нового направления этой теории дифференциальных уравнений с импульсным действием, их применение к исследованию колебательных процессов, которые испытывают кратковременных (импульсных) помех. Впервые установил эффективные критерии устойчивости решений дифференциальных уравнений с импульсным действием как в фиксированные моменты времени, так и в моменты попадания зображуючої точки в заданные множества расширенного фазового пространства. Разработал алгоритмы приближенного решения достаточно широкого класса дифференциальных уравнений с импульсным действием, доказал аналоги глубоких теорем М. М. Боголюбова по обоснованию метода усреднения на бесконечном временном промежутке, установил признаки существования решений, соответствующие разрывным колеблющимся режимам.
Впервые установил эффективные критерии устойчивости решений дифференциальных уравнений, которые
испытывают импульсного воздействия, разработал алгоритмы приближенного решения широкого класса импульсных дифференциальных уравнений, предложил метод исследования
дифференциальных свойств решений и интегральных множеств систем дифференциальных уравнений с импульсным воздействием на поверхностях, сформулировал и обосновал признаки существования важных типов одно — и многочастотных дискретных колебаний в неклассических дифференциальных системах.
Творческое наследие Николая Алексеевича составляет более 350 научных и учебно-методических трудов, среди которых 6 монографий, 35 учебников и учебных пособий. Под его научным руководством защищено 6 докторских и 25 кандидатских диссертаций.
Член редколлегий семи научных периодических изданий, в том числе двух зарубежных, председатель специализированного ученого совета по защите докторских и кандидатских диссертаций при КНУ им. Тараса Шевченко. Входит в состав бюро Отделения математики НАН Украины, комиссии ГАК МОН Украины, является председателем комиссии по математике научно-методического совета МОН Украины.

## Награды
Почётный доктор Ужгородского национального университета (2006).
Почётный доктор Черновицкого национального университета имени Юрия Федьковича (2010)
Заслуженный деятель науки и техники Украины (2002, 2011).
Соросовский профессор.
Заслуженный профессор Киевского национального университета имени Тараса Шевченко (2010).
Награды:
- премия им. М. М. Крылова НАН Украины (1998).
- Заслуженный деятель науки и техники Украины (2002)
- Награда Ярослава Мудрого АН ВШ Украины (2005)
- награда НАН Украины «За научные достижения» (2009)
- памятная медаль им. М. М. Боголюбова «За высокий уровень научных результатов в области математической науки» (2009),
- Государственная премия Украины в области науки и техники (2011)[3]
- Государственная премия Украины в области образования (2012)[4]